# Celleporella angusta
Celleporella angusta is een mosdiertjessoort uit de familie van de Hippothoidae. De wetenschappelijke naam van de soort is voor het eerst geldig gepubliceerd in 1991 door Alvarez.